# Ruedi Lüthy
Rudolf „Ruedi“ Lüthy (* 17. Februar 1941) ist ein Schweizer Mediziner. Anfang der 1980er-Jahre gehörte er zu den ersten Aids-Spezialisten in der Schweiz.

## Leben
Ruedi Lüthy studierte Medizin an der Universität Zürich, wo er auch promovierte und habilitierte. Später gründete er die Abteilung für Infektionskrankheiten am Universitätsspital Zürich, die er während mehr als zwanzig Jahren leitete. Er war Mitbegründer des Zürcher Hospiz «Lighthouse», das er ab 1995 vollamtlich leitete. Ende der 1980er Jahre gründete und präsidierte er die Schweizerische HIV Kohortenstudie, die massgeblich zum Wissen über HIV und Aids beitrug. Zudem war er Präsident der Eidgenössischen Kommission für Aidsfragen. Seit 1997 ist er Honorarprofessor für Innere Medizin und Infektionskrankheiten der Medizinischen Fakultät der Universität Zürich.
Im Jahr 2002 wurde er an einem Aidskongress von einer Ärztin aus Simbabwe um Hilfe bei einer Gesundheitsstudie angefragt. 2003 reiste Lüthy nach Simbabwe, um in Harare eine ambulante HIV-Klinik und ein Referenzlabor aufzubauen. Die «Newlands Clinic» ist seit März 2004 in Betrieb. Sie wird vor allem aus Spendengeldern zugunsten der Ruedi Lüthy Foundation (vormals Swiss Aids Care International) finanziert, die Lüthy gegründet hat. Seit 2009 werden im dazugehörigen Ausbildungszentrum laufend einheimische Ärzte und Pflegefachleute im Management von HIV ausgebildet. Diese tragen das Wissen in andere Kliniken in ganz Simbabwe weiter.
Ruedi Lüthy ist verheiratet und hat drei erwachsene Kinder. Seine Tochter Sabine Lüthy war von 2012 bis 2024 Geschäftsleiterin der Ruedi Lüthy Foundation.

## Schriften (Auswahl)
- Rudolf Lüthy: Untersuchung von Serumlipiden bei Normalpersonen und Patienten mit essentieller Hypertonie unter Berücksichtigung des Kohlehydratstoffwechsels. Hallwag, Bern 1969 (Dissertation, Universität Zürich, 1969).
- Ruedi Lüthy, Jürg Blaser, Antonio Bonetti, Hanspeter Simmen, Richard Wise, Walter Siegenthaler: Comparative multiple-dose pharmacokinetics of cefotaxime, moxalactam, and ceftazidime. In: Antimicrobial Agents and Chemotherapy. Bd. 20, H. 5, November 1981, S. 567–575 (PMC 181752 (freier Volltext); Habilitationsschrift, Universität Zürich, 1981).

## Auszeichnungen
- 2003: Ehrendoktorat der Universität Bern
- 2004: SwissAward in der Sparte Gesellschaft
- 2007: Europäer des Jahres, Magazin Reader’s Digest
- 2015: Doron-Preis
- 2015: Preis der Paradies-Stiftung für soziale Innovation
- 2021: Prix Courage Lifetime Award 2021.[4]